# スコット・カーペンター
スコット・カーペンター（Scott Carpenter、1925年5月1日 - 2013年10月10日）はアメリカ合衆国出身の宇宙飛行士、海軍軍人。
1959年4月、マーキュリー計画で選出されたアメリカ初の宇宙飛行士7人のメンバーの1人として知られている。1962年5月に打上げられたマーキュリー・アトラス7号で、地球を周回、帰還した。

## 経歴
コロラド州ボルダー出身。地元のボルダー高校を卒業後、アメリカ海軍の航空士官学校に入校。第二次世界大戦の終戦まで、そこで訓練を受ける。1945年11月に一旦ボルダーに戻り、コロラド大学ボルダー校で航空工学を学んだ。卒業前に熱交換 (heat transfer) の試験で不合格になりその学位を得ることができなかったが、後に彼がマーキュリー・アトラス7号で単独宇宙飛行をした際、大学は「彼の卒業後における宇宙飛行士としての訓練は、合格点の不足を補って余りある」として、学士の学位を与えた。1962年コリアー・トロフィー受賞。
また、1965年には海軍で海底居住実験プロジェクトに参加し、シーラブⅡでの水深65mで30日(45日?)滞在した。
2013年10月10日、コロラド州デンバーの病院で死去。88歳没。

## 出演

### CM
- AGF マキシム（1982年）